# Havets vargar (musikalbum)
Havets vargar är det andra studioalbumet till det svenska folk metal/viking metal-bandet Månegarm, släppt i september 2000 av skivbolaget Displeased Records.

## Låtlista
1. "Havets vargar" – 3:31
2. "Trädatanke (Fader Tids död)" – 3:06
3. "Gryningstimma" – 3:27
4. "En del av allt som blivit glömt..." – 3:25
5. "Fädernes jord" – 1:38
6. "Vargtörne" – 4:37
7. "Vanvett" – 2:51
8. "Spjutsång" – 3:05
9. "Ett gammalt bergtroll" – 2:57
10. "Fylgians dans" – 2:51
11. "Den sista striden" – 2:28
12. "Vinternattskväde" – 6:05

- Text: Pierre Wilhelmsson (spår 1–6, 10, 11), Gustaf Fröding (spår 9), Trad. (7, 8)
- Musik: Erik Grawsiö, Jonas Almquist

## Medverkande
Musiker (Månegarm-medlemmar)
- Erik Grawsiö – trummor, sång
- Jonas Almquist – gitarr
- Markus Andé – gitarr
- Pierre Wilhelmsson – basgitarr, munharpa

Bidragande musiker
- Janne Liljequist – violin, flöjt
- Ulla (Ola Lustig) – keyboard
- Ymer (Ymer Mossige-Norheim) – sång

Produktion
- Pelle (Per-Olof Uno Michael Saether) – ljudtekniker
- Lasse (Lars Lindén) – ljudtekniker
- Mia Lorentzon – mastering
- Mats Redestad – omslagsdesign, omslagskonst, logo
- Kris Verwimp – omslagskonst
- Mikael Kiwi – foto